# Urošica
Srpski princ (knez) Urošica (ćirilica: Урошица = „maleni Uroš“) (umro prije 1316.) bio je pravoslavni redovnik, pripadnik dinastije Nemanjić. Srpska pravoslavna crkva ga slavi kao sveca.
Njegov otac je bio kralj Srbije i Srijema Stefan Dragutin, sin kraljice Jelene. Stric mu je bio Stefan Uroš II., kralj Srbije te otac Stefana Uroša III.
Majka Urošice je bila princeza-kraljica Katarina, kći kralja Mađarske i Hrvatske, Stjepana V. te unuka Marije Laskaris.
Urošica je bio brat kralja Srijema Stefana Vladislava i princeze i banice Elizabete.
Urošica je postao redovnik Stefan (Стефан). Umro je dosta mlad.
Pokopan je u crkvi svetog Ahilija (grčki Άγιος Αχίλλειος) u Arilju (Ариље).